# Mantidactylus melanopleura
Espèce
Synonymes
- Rhacophorus melanopleura Mocquard, 1901

Statut de conservation UICN

 LC  : Préoccupation mineure
Mantidactylus melanopleura est une espèce d'amphibiens de la famille des Mantellidae.

## Répartition

Aire de répartition de Mantidactylus melanopleura.

Cette espèce est endémique de Madagascar. Elle se rencontre de 200 à 900 m d'altitude dans l'est de l'île, du mont Marojejy jusqu'au parc national d'Andohahela,.

## Publication originale
- Mocquard, 1901 : Note préliminaire sur une collection de reptiles et de batraciens recueillis par M. Alluaud dans le sud de Madagascar. Bulletin du Muséum national d'histoire naturelle, vol. 7, p. 251-256 (texte intégral).